# (23) Talía
(23) Talía es un asteroide perteneciente al cinturón de asteroides descubierto el 15 de diciembre de 1852 por John Russell Hind desde el observatorio George Bishop de Londres, Reino Unido. Está nombrado por Talía, una musa de la mitología griega.
Está categorizado como un asteroide de tipo S y está formado principalmente por silicatos de hierro y magnesio. Este es el segundo tipo de asteroide más común en el cinturón principal. Según el análisis de la curva de luz, el objeto tiene un período de rotación sidérea de 0,513202 ± 0,000002 días. Un modelo elipsoidal  de la curva de luz da una relación a/b de 1,28 ± 0,05.
Thalía ha sido estudiada por radar.

## Características orbitales
Talía orbita a una distancia media del Sol de 2,625 ua, pudiendo acercarse hasta 2,007 ua y alejarse hasta 3,243 ua. Su excentricidad es 0,2355 y la inclinación orbital 10,11°. Emplea en completar una órbita alrededor del Sol 1553 días.
Con un semieje mayor de 2,628, el asteroide orbita entre los huecos Kirkwood de 3:1 y 5:2 en el cinturón principal.  Su excentricidad orbital es mayor que el valor medio de 0,07 para el cinturón principal, y la inclinación es mayor que la mediana de menos de 4°. Pero la mayoría de los asteroides del cinturón principal tienen una excentricidad de no más de 0,4 y una inclinación de hasta 30°, por lo que la órbita de 23 Thalia no es inusual para un asteroide del cinturón principal.